# 니피곤호

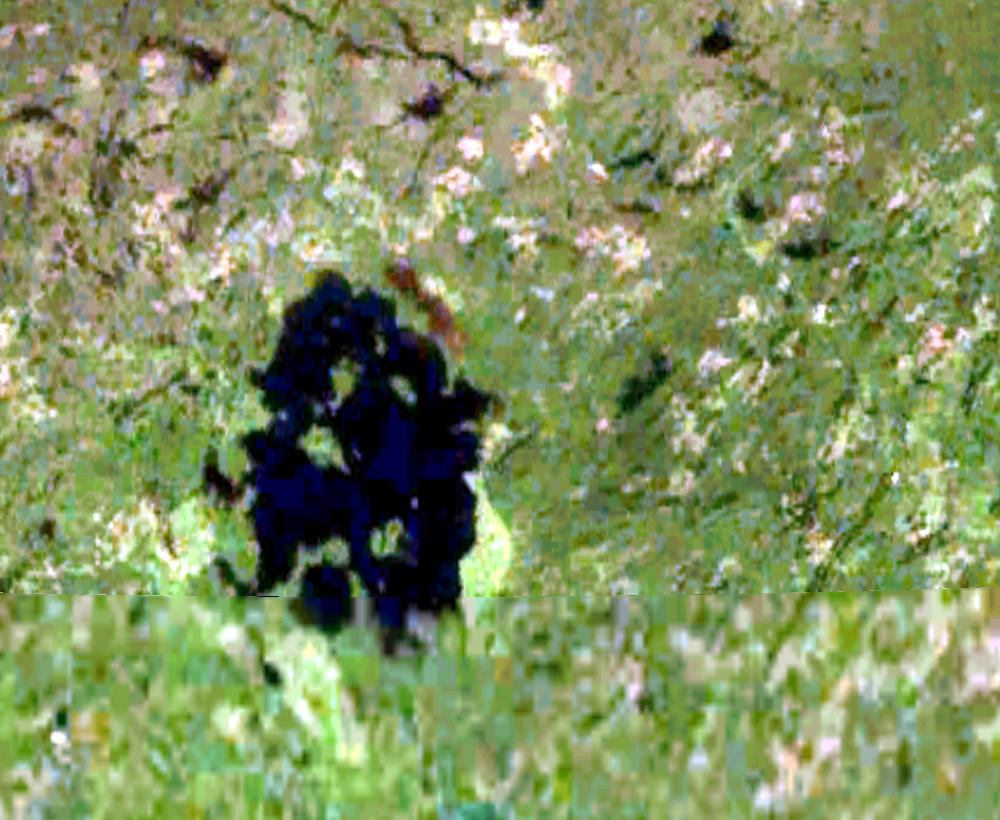
니피곤호의 위성 사진

니피곤호(영어: Lake Nipigon, 프랑스어: lac Nipigon)는 캐나다 온타리오주에 있는 호수로 온타리오주와 접하는 호수들 중 오대호에 속한 4개의 호수를 제하면 가장 넓다. 선더베이에서 북동쪽으로 120km가량 떨어져 있다.
해수면 고도 260m에 있는 니피곤호의 물은 니피곤강을 통해 슈피리어호로 통하는데 니피곤호는 슈피리어호의 가장 큰 지류다. 내부에는 카리부섬, 기키섬, 켈빈섬, 머레이섬, 셰익스피어섬 등이 있다. 이 섬은 우뚝 솟은 절벽과 좋은 휘석 입자들로 이뤄진 녹흑색 호수변으로 유명하다. 캐나다 내셔널 철도가 니피곤호의 북부와 남동부를 지난다.